# Paul Stastny
Paul Stastny (slovački: Paul Šťastný; grad Quebec, Quebec, Kanada, 27. prosinca 1985.) je kanadsko-američki profesionalni hokejaš na ledu, slovačkog podrijetla, koji igra na poziciji centra. Trenutačno je član Colorado Avalanchea koji se natječe u NHL-u. Stastny je sin hokejaške legende Petera Štastnog koji je, zajedno sa svojom braćom Marianom i Antonom, bio udarna snaga Quebec Nordiquesa čiju je franšizu 1995. preuzeo upravo Avalanche.

## Klupska karijera
Stastny karijeru započinje 2002. godine zaigravši za klub River City Lancers iz Omahe, savezne države Nebraska, koji se natjecao u USHL-u. U redovima Lancersa provodi dvije sezone odigravši 113 utakmica u regularnoj sezoni pri čemu je prikupio 107 bodova. U dva navrata igrao je i u doigravanju te upisao 11 nastupa. 2004. godine odlazi na Sveučilište u Denveru te postaje član sveučilišne momčadi Denver Pioneers koja se natjecala u WCHA-u, ogranku NCAA-a. U Pioneersima provodi dvije sezone pri čemu igra u 81 utakmici i prikuplja 98 bodova u regularnoj sezoni. U prvoj sezoni na sveučilištu bio je dio momčadi koja je osvojila svoj drugi uzastopni naslov prvaka u prvenstvu NCAA-a. Štoviše, njegova dva gola s igračem više pridonijela su pobjedi nad North Dakota Fighting Siouxima u finalnoj utakmici. Te sezone osvojio je WCHA nagradu Novak godine te je proglašen članom momčadi sezone WCHA-a i članom momčadi prvenstva NCAA-a.

### Colorado Avalanche (2006. – danas)
Na draftu 2005. godine u 2. krugu kao 44. izbor odabrao ga je Colorado Avalanche. 24. srpnja 2006. godine potpisuje za Avalanche te ujedno započinje svoju profesionalnu karijeru u NHL-u. Ubrzo postaje neizostavni dio prve momčadi te u sezoni 2006./07. ne propušta niti jednu utakmicu, a pri tome prikuplja sveukupno 78 bodova. Sezonu je započeo noseći dres s brojem 62, a završio s brojem 26. Naime, suigrač John-Michael Liles ustupio mu je broj 26 te je Stastny mogao imati broj kao i njegov otac dok je igrao za Quebec Nordiques. Prvu asistenciju u NHL-u upisao je 8. listopada 2006. godine, u svom trećem nastupu, protiv Vancouver Canucksa. U svom osmom nastupu, 21. studenog 2006. godine, upisao je i svoj prvi pogodak u NHL-u i to protiv Montreal Canadiensa. Bio je to ujedni i prvi nastup u dresu s brojem 26. U razdoblju od 3. veljače do 17. ožujka ostvario je niz od 20 utakmica u kojima je upisao najmanje bod. S tim učinkom srušio je rekord novaka u franšizi, kojeg je ostvario njegov otac sa 16 utakmica, ali i rekord novaka u samom NHL-u, kojeg je sa 17 utakmica držao Teemu Selänne. Također je postao i treći najmlađi igrač u NHL-u kojem je to uspjelo. Ispred njega su samo velikani Mario Lemieux i Wayne Gretzky. Iako je bio na dobrom putu da osvoji Calder Memorial Trophy, nagradu koja se dodjeljuje igraču koji najprofesionalnije odigra svoju prvu sezonu u NHL-u, ta čast pripala je Jevgeniju Malkinu, igraču Pittsburg Penguinsa. Ipak, sezonu je završio kao član prve novačke momčadi NHL-a u sezoni 2006./07. U sljedeće dvije sezone Stastny se borio s pridošlim uspjehom, medijskim pritiskom, ali i brojnim ozljedama koje su ga pratile, ponajviše u sezoni 2008./09. U prvoj utakmici sezone 2007./08., protiv Dallas Starsa postiže svoj prvi hat-trick u profesionalnoj karijeri. 14. listopada 2008. godine u utakmici protiv Calgary Flamesa postiže svoju 100. asistenciju u NHL-u. 17. studenog 2008. godine produžuje ugovor s Avalancheom, težak 33 milijuna dolara, do sezone 2013./14. 15. listopada 2009. u utakmici protiv Montreal Canadiensa upisuje 200. nastup u NHL-u.

## Reprezentacijska karijera
Stastny posjeduje dvojno, kanadsko i američko, državljanost, no odlučio se igrati za reprezentaciju SAD-a iako je rođen u Kanadi. Prve nastupe upisao je igrajući za mladu reprezentaciju 2004. godine na Viking Cupu pri čemu je osvojio srebrnu medalju. Prve nastupe za "A" reprezentaciju upisao je 2007. godine na Svjetskom prvenstvu održanom u Rusiji. Reprezentacija SAD prvenstvo je napustila u četvrtfinalu gdje ih je pobijedila reprezentacija Finske s 5 : 4. Početkom 2010. godine Stastny je potvrđen kao član momčadi koja će predstavljati SAD na XX1. Zimskim olimpijskim igrama koje se održavaju u Vancouveru u Kanadi.

## Statistika karijere
Bilješka: OU = odigrane utakmice, G = gol, A = asistencija, Bod = bodovi, KM = kaznene minute

### Klub
| 2002./03.        | River City Lancers | USHL             | 57  | 10 | 20  | 30  | 39  | 8  | 0 | 1 | 1 | 2 |
| 2003./04.        | River City Lancers | USHL             | 56  | 30 | 47  | 77  | 46  | 3  | 1 | 2 | 3 | 0 |
| 2004./05.        | Denver Pioneers    | NCAA             | 42  | 17 | 28  | 45  | 30  | —  | — | — | — | — |
| 2005./06.        | Denver Pioneers    | NCAA             | 39  | 19 | 34  | 53  | 79  | —  | — | — | — | — |
| 2006./07.        | Colorado Avalanche | NHL              | 82  | 28 | 50  | 78  | 42  | —  | — | — | — | — |
| 2007./08.        | Colorado Avalanche | NHL              | 66  | 24 | 47  | 71  | 24  | 9  | 2 | 1 | 3 | 6 |
| 2008./09.        | Colorado Avalanche | NHL              | 45  | 11 | 25  | 36  | 22  | —  | — | — | — | — |
| 2009./10.        | Colorado Avalanche | NHL              | 43  | 9  | 31  | 40  | 22  |    |   |   |   |   |
| Sveukupno - USHL | Sveukupno - USHL   | Sveukupno - USHL | 113 | 40 | 67  | 107 | 85  | 11 | 1 | 3 | 4 | 2 |
| Sveukupno - NCAA | Sveukupno - NCAA   | Sveukupno - NCAA | 81  | 36 | 62  | 98  | 109 | —  | — | — | — | — |
| Sveukupno - NHL  | Sveukupno - NHL    | Sveukupno - NHL  | 236 | 72 | 153 | 225 | 110 | 9  | 2 | 1 | 3 | 6 |

### Reprezentacija
| Godina              | Reprezentacija      | Natjecanje          |   | OU | G | A | Bod | KM |
| ------------------- | ------------------- | ------------------- | - | -- | - | - | --- | -- |
| 2007.               | SAD                 | SP                  | 7 | 4  | 4 | 8 | 2   |    |
| Sveukupno - Seniori | Sveukupno - Seniori | Sveukupno - Seniori | 7 | 4  | 4 | 8 | 2   |    |

## Zanimljivosti
Stastny je jedan od rijetkih hokejaša u NHL-u koji i dalje koristi drvene palice.

## Privatni život
Stastny, rođen u gradu Quebec, u istoimenoj kanadskoj provinciji, dijete je slovačkih iseljenika Petera Štastnog i Darine Štastne. Njegov stariji brat Yan također je hokejaš te trenutno nastupa u dresu St. Louis Bluesa. Yan je ujedno i razlog zbog kojeg se Paul odlučio nastupati za reprezentaciju SAD-a. 

## Vanjske poveznice
- Profil na NHL.com
- Profil na The Internet Hockey Database